# Eliza Orzeszkowa
Eliza Orzeszkowa, född 6 juni 1842 i Milkowszczyzna i Litauen, död 18 maj 1910 i Grodno, var en polsk författare. 
Orzeszkowa, var dotter till den rike godsägaren Benedykt Pawłowski och första gången gift med godsägaren Piotr Orzeszko och andra gången med advokaten Nahorski. Hon debuterade i litteraturen 1866 med en realistisk Obrazek z lat głodowych (Bild från hungersåren), vars sociala tendens var skarpt framträdande. Hennes första romaner (1866–1876) var tämligen dilettantiska, med schematisk karaktärsteckning och stark tendens i skildringen av olyckliga äktenskap, till exempel Pan Graba (1870). Hennes intresse för den sociala och sedliga kvinnofrågan tog sig uttryck i romanen Marta (1872), men det var först med Marya (1876), som hon vann litterär berömmelse genom en från falsk sentimentalitet frigjord skildring av olyckliga kvinnoöden, och i novellsamlingarna Z róžnych sfer (1872; "Från olika sfärer", 1904) stod hon redan på nationell, realistisk grund. 
Höjdpunkten av hennes konstnärskap betecknar romanerna Dzurdzia (1884; "Häxan", 1901), det klassiska mästerverket Nad Niemnem (1886; "Vid Njemens stränder", 1897), Cham (1887; "Hans hustru", 1899), Bene nati (1891; "Ofrälse", 1898) och Dwa bieguny (1892; "Två poler", 1897), samtliga mycket betydande skildringar av polsk natur och polskt själsliv, särskilt lågadelns och böndernas. 
Förträffliga är även hennes interiörer ur de polska judarnas liv i de gripande romanerna Eli Makower (1874), Meir Ezofowicz (1877; "I de djupa dalarna", 1895) och novellen Silny Samson ("Starke Simson", 1902). Mindre lyckade är hennes båda romaner med ämnen ur den antika världen, Mirtala (1883; svensk översättning 1894) och Czciciel potęgi (1890; "En maktdyrkare", 1906). 
Orzeszkowas senare verk kännetecknas av en inåtvänd kristlig demokratism, som tyder på inflytande av Lev Tolstojs etik och ej längre nöjde sig med rent nationella stoff eller sociala nyttighetsreformer, utan främst avsåg människans inre omdaning. Hit hör romanerna Australczyk (1893; "Australiern"), Argonauci (1898; "Argonauterna", 1900), Anastazya (1903) och Ad astra (1904, skriven i förening med Juliusz Romski, pseudonymen  Karel Zdziechowski). 
I det praktiska livet uträttade Orzeszkowa mycket för folkbildning samt i kvinnofrågan och den polska. En rad av hennes skrifter översattes till svenska av Ellen Wester.